# Kranas obecný
Kranas obecný (Trachurus trachurus) je kranas rodu Trachurus. Vyskytuje se ve východní části Atlantského oceánu u Evropy a Afriky a v jihovýchodní části svého areálu i v části Indického oceánu. Je hospodářsky významná ryba a na Červeném seznamu ohrožených druhů IUCN je veden jako zranitelný druh.

## Popis
Kranas obecný má poměrně štíhlé, dosti stlačené tělo s velkou hlavou, u níž zadní část horní čelisti dosahuje až k úrovni přední části oka a spodní čelist vyčnívá přes horní čelist. Oko má dobře vyvinuté tukové víčko. Má dvě hřbetní ploutve, první je vysoká a má sedm tenkých trnů, přičemž poslední trn je mnohem kratší než ostatní. Druhá hřbetní ploutev je od první oddělena úzkou mezerou a je podstatně delší než první s 29–33 měkkými paprsky. Řitní ploutev je přibližně stejně dlouhá jako druhá hřbetní ploutev a na jejím předním konci jsou dva samostatné trny. Středně velká břišní ploutev má jeden trn a pět měkkých paprsků a její počátek je pod koncem báze prsní ploutve. Od hlavy k ocasu se táhne zakřivená linie 33–40 kostěných šupin, z nichž každá má malý trn, který se směrem k ocasu zvětšuje a kostnatí. Postranní čára má celkem 66–67 šupin, z nichž 31–36 jsou velké šupiny. Je tmavě modře zbarvený se stříbřitými boky a bílým břichem, na operkulu je tmavá skvrna. Tento druh dosahuje maximální délky 60 centimetrů (FL), i když běžně měří kolem 25 centimetrů a váží 1,5 kilogramu. 

## Rozšíření
Kranas obecný se vyskytuje v severním a východním Atlantiku, Středozemním, Marmarském a v Černém moři. V Atlantiku se vyskytuje od Norska až po Jihoafrickou republiku, kde může zasahovat kolem mysu Dobré naděje podél jihoafrického pobřeží do Indického oceánu až po Maputo v Mosambiku. Pokud je však kranas kapský (Trachurus capensis) považován za platný druh, pak je tento druh omezen na severovýchodní Atlantik. Byl zaznamenán na Kapverdských ostrovech, ale předpokládá se, že se tam vyskytuje pouze jako zatoulanec.

## Výskyt a biologie
Kranas obecný je bentopelagický druh, který se obvykle vyskytuje na písčitém podkladu v hloubkách 100–200 m, ačkoli byl zaznamenán až do hloubky 1050 m a někdy se vyskytuje i blíže k hladině. Je to stěhovavý druh, který se v letních měsících stěhuje na sever a s poklesem teploty moře se vrací na jih. V severovýchodním Atlantiku jsou rozeznávány dvě populace, západní populace se tře v široké oblasti od Irska po Biskajský záliv na začátku jara a v létě se přesouvá na sever k jižnímu pobřeží Norska a severní části Severního moře. Severomořská populace se v létě tře v jižní části Severního moře a poté migruje na sever do střední části Severního moře, do Skagerraku a Kattegatu. U Mauretánie má tento druh hlavní období tření v listopadu až lednu, zatímco příbuzný kranas marocký (Trachurus trecae) se tře v červnu a srpnu. U Irska probíhá tření nepravidelně v létě od června do srpna a vrcholí v červenci. Samice se tře v dávkách, z nichž každá obsahuje až 140 000 jiker a líhnou se z nich larvy 5 mm dlouhé. Tře se s nedeterminovanou plodností, což znamená, že celkový počet jiker, které může samice vyprodukovat, závisí na faktorech, které se mohou v průběhu tření měnit. Jikry a larvy jsou pelagické.
Juvenilní jedinci tohoto druhu se často potulují v mělkých vodách s juvenilními jedinci jiných druhů ryb, především se sleďem obecným (Clupea harengus) a s jinými druhy kranasů, jako je kranas evropský (T. mediterraneus) a kranas pestrý (T. picturatus). Juvenilní jedinci se také často schovávají v chapadlech medúz. V jižní Africe je maximální zaznamenaný věk 24 let, zatímco v severovýchodním Atlantiku byl zaznamenán věk 40 let. Předpokládá se, že samice se rozmnožují ve věku od dvou až čtyř let. U Mauretánie byly odchyceny juvenilní ryby v hloubkách 200–300 m, zatímco dospělé ryby jsou loveny v mělčích vodách do 100 m. Věk a růst kranase obecného se liší v celém jeho rozsáhlém areálu a je ovlivněn mírou výlovu populací.
Potrava tohoto druhu, jak u juvenilních jedinců, tak u dospělých jedinců, se skládá z klanonožců, garnátů, malých ryb a krakatic. Při zkoumání obsahu žaludků kranasů obecných ulovených v Egejském moři bylo zjištěno celkem 60 různých druhů kořisti, které patřily do pěti hlavních systematických skupin: mnohoštětinatci, korýši, měkkýši, ploutvenky a kostnaté ryby. Největší procento konzumované potravy tvořili klanonožci, krunýřovky a vidlonožci. Druhou nejpočetnější potravou byly kostnaté ryby, zatímco mnohoštětinatci a ploutvenky se vyskytovali jen zřídka. Strava vykazovala jen velmi malé sezónní rozdíly, největší podíl kořisti tvořili klanonožci a vidlonožci po celý rok, ryby byly nejčastější kořistí s výjimkou jara. Větší ryby nad 16,9 cm se živily převážně larvami kostnatých ryb. V této studii bylo zjištěno nejméně 45 druhů klanonožců, přičemž Acartia clausi a Oncea media byly početné a důležité po celý rok. Korýši byli nejdůležitější kořistí, kterou se tento druh živil ve všech ročních obdobích, nicméně pro větší ryby byly nejdůležitější kořistí kostnaté ryby.

## Taxonomie a pojmenování
Kranas obecný je typovým druhem rodu Trachurus, ale když Constantine Samuel Rafinesque v roce 1810 vytvářel rod, použil jako typový druh Trachurus saurus. Druhové jméno ale již použil Carl Linné pro druh Scomber saurus a již předtím popsal Scomber trachurus, takže Rafinesqueovo jméno bylo neplatné. Rod Trachurus je součástí podčeledi Caranginae čeledi Carangidae, která je největší čeledí řádu Carangiformes. Rodové a druhové jméno je složeninou z řeckého trachys, což znamená „drsný“, a oura, což znamená „ocas“, jedná se zřejmě o starověké jméno pro kranase, pravděpodobně s odkazem na ostnaté šupiny na ocasním násadci.
Anglické obecné jméno horse mackerel (doslova koňská makrela) prý pochází z přesvědčení, že na svém hřbetě vozí jiné ryby, ale možná pochází ze starého holandského slova Horsmakreel, které znamená makrelu, která se tře nad mělčinou nebo lavicí – hors, a to bylo převzato do angličtiny jako "horse mackerel".
Kranas kapský (Trachurus capensis) je některými autoritami považována za poddruh T. trachurus capensis a předpokládá se, že není k dispozici dostatečná série vzorků tohoto taxonu podél pobřeží Afriky, která by potvrdila platnost tohoto taxonu.

## Rybolov
Kranas obecný je loven komerčně pomocí vlečných sítí, dlouhých lovných šňůr, košelkových nevodů (za použití umělého osvětlení), pastí a lovných šňůr. V roce 1999 Organizace pro výživu a zemědělství uvedla, že celkový výlov, který jí byl nahlášen, činil 322 207 tun, přičemž největší úlovky byly v Nizozemsku a Irsku. Pro tento druh je v Severním moři stanoven celkový přípustný odlov (TAC) a těžba kranase obecného je trvale pod touto úrovní, ale TAC není v souladu s vědeckým doporučením. Objevily se výzvy k vytvoření plánu řízení populace kranase obecného v Severním moři, ale v současné době pro něj neexistují žádné konkrétní cíle řízení. Než bude možné prokázat, že je rybolov udržitelný, je třeba populaci vyhodnotit a stanovit cíle řízení.

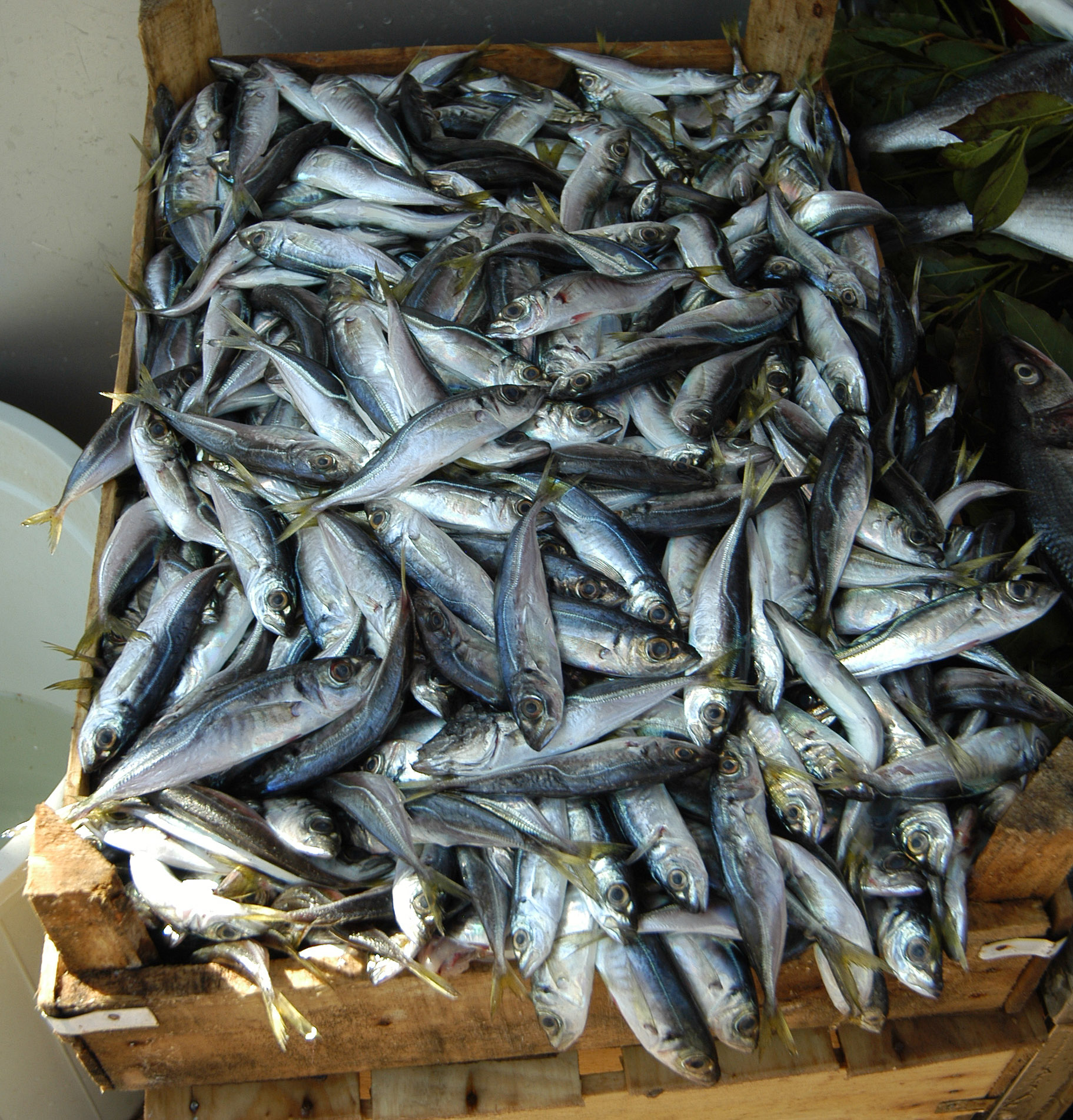
Ulovení kranasi obecní